# Dalbergia latifolia
Dalbergia latifolia är en ärtväxtart som beskrevs av William Roxburgh. Dalbergia latifolia ingår i släktet Dalbergia, och familjen ärtväxter. IUCN kategoriserar arten globalt som sårbar. Inga underarter finns listade i Catalogue of Life.
Veden från trädet, kallad botanyträ eller svart botany (blackwood) är mycket hård och mörkfärgad och hade en tid stor popularitet för finare snickeriarbeten.

## Bildgalleri

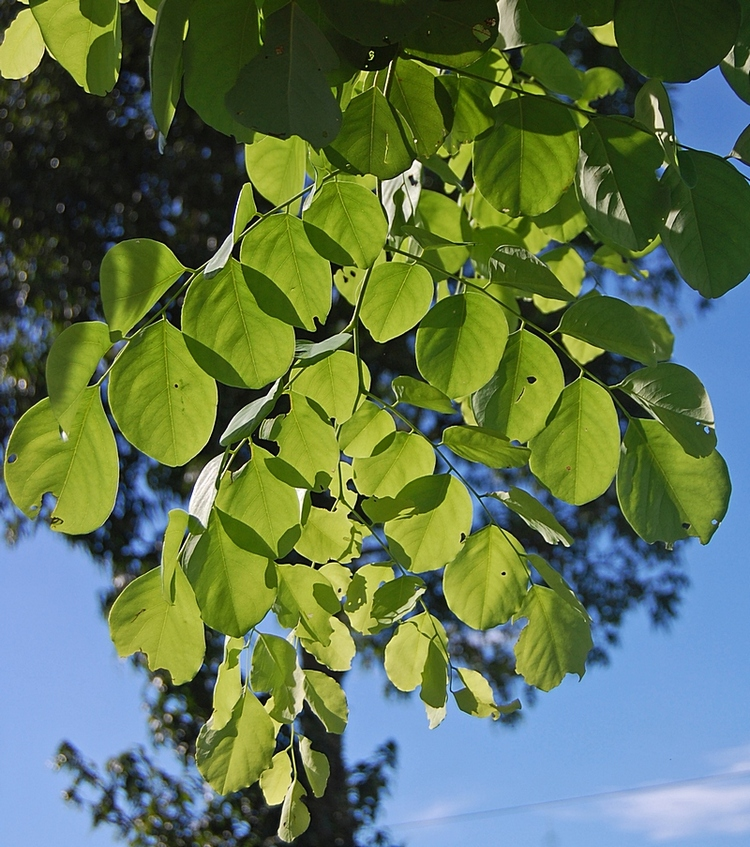
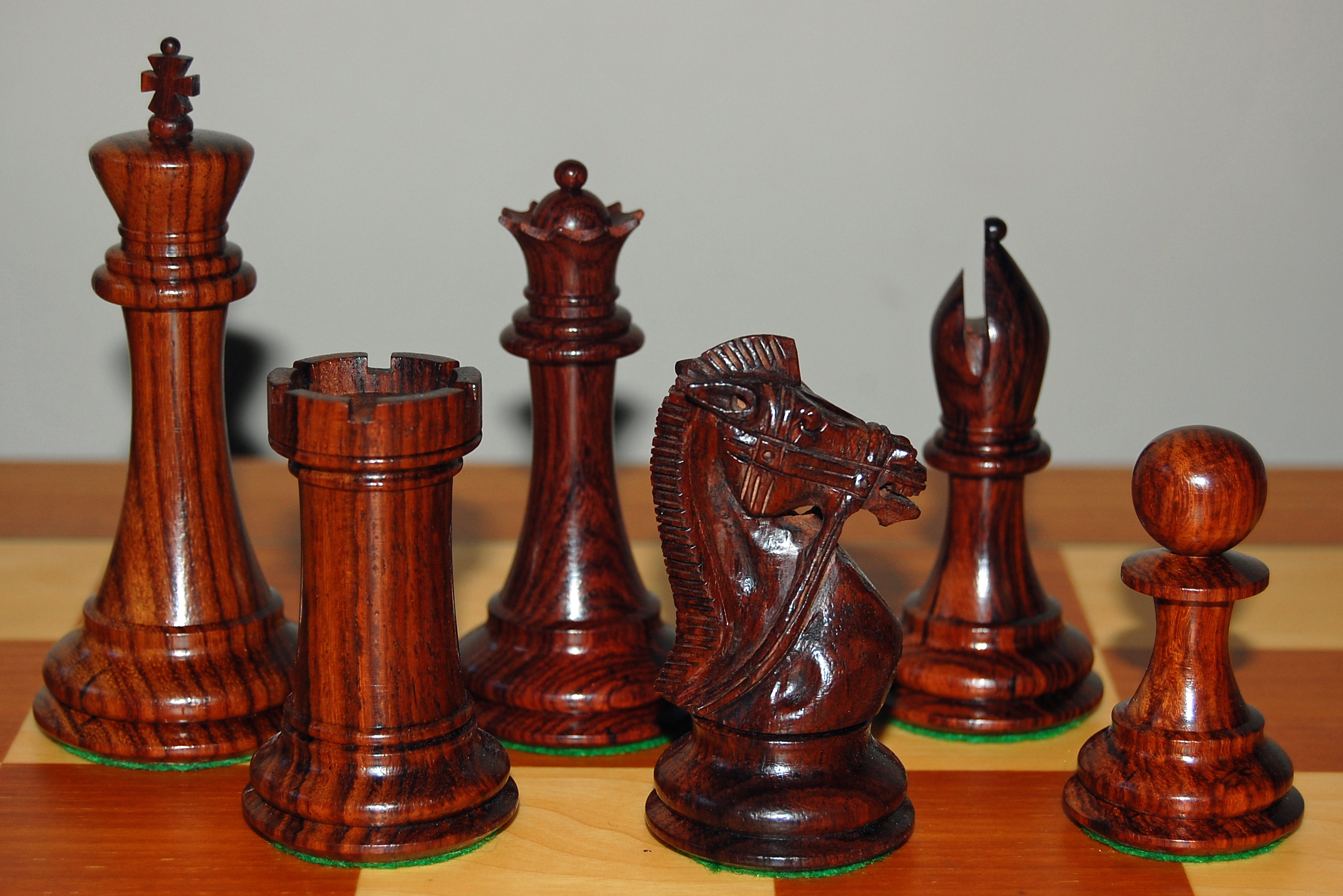
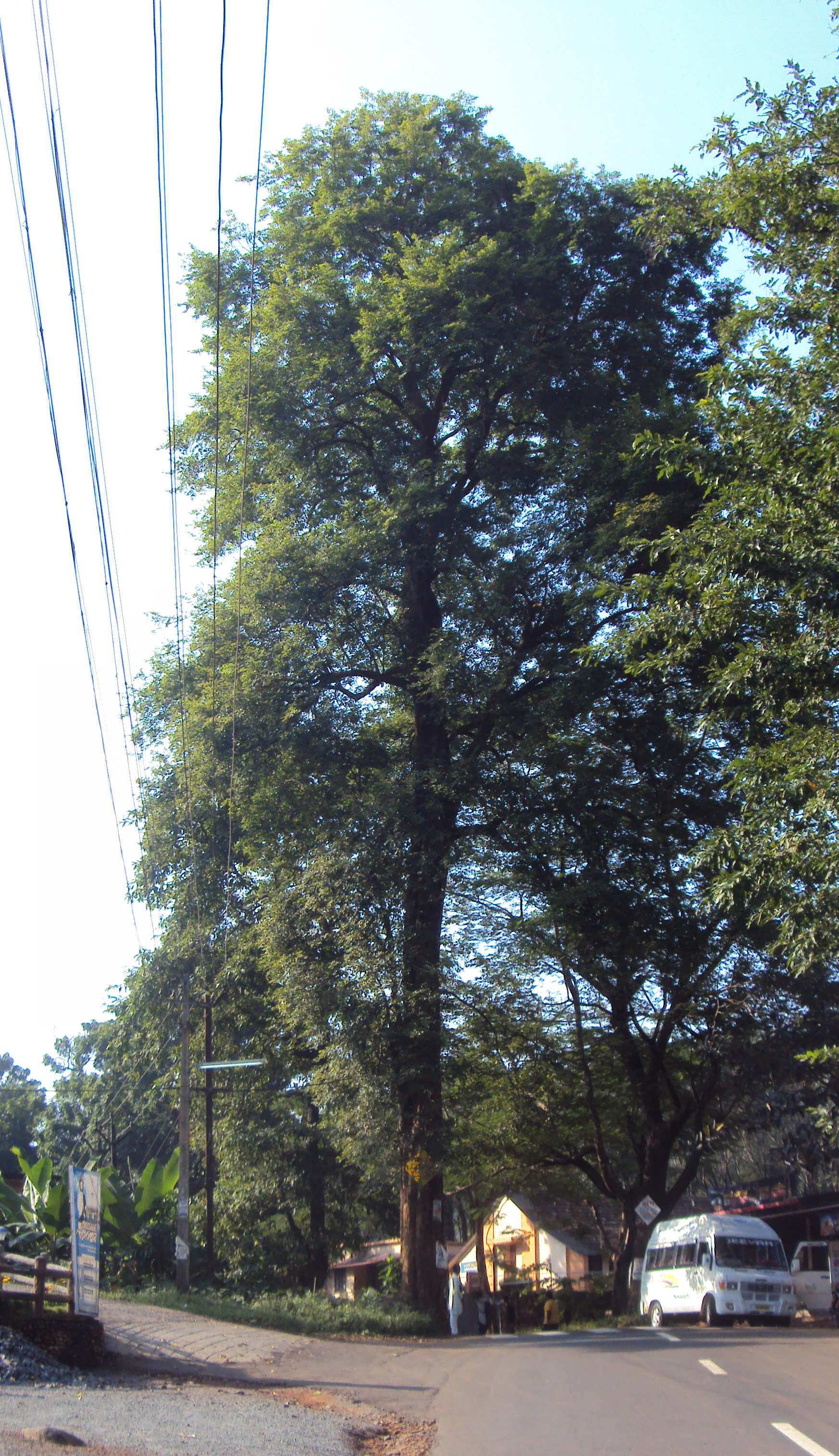
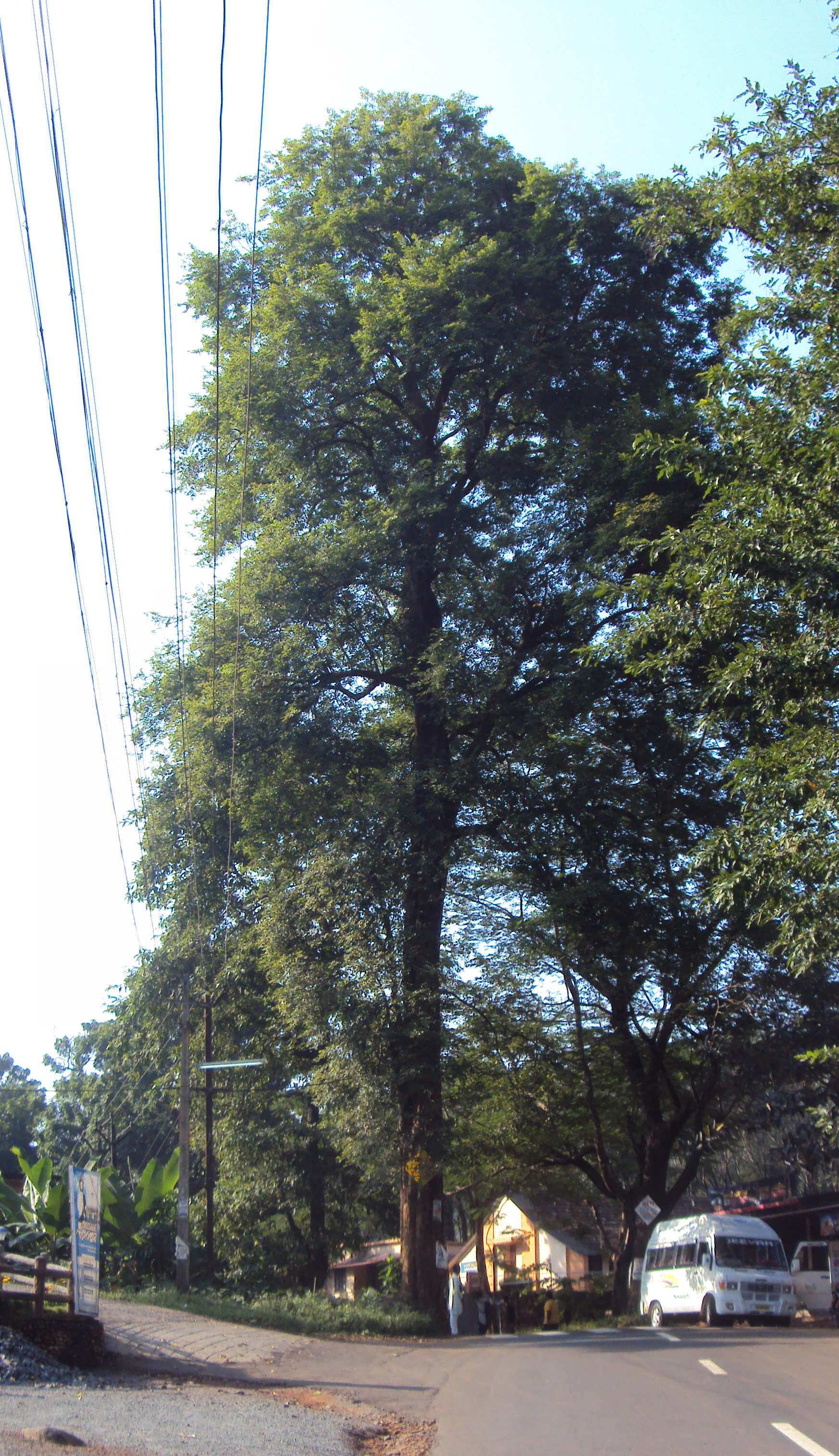